# Turn-Europameisterschaften 2025
Die Turn-Europameisterschaften 2025 wurden vom 26. bis 31. Mai in Leipzig ausgetragen. Austragungsort der Wettkämpfe war die Halle 1 der Leipziger Messe. Die Veranstaltung lief parallel zum in der Stadt stattfindenden Internationalen Deutschen Turnfest.
Ursprünglich hätten die Europameisterschaften in Tel Aviv-Jaffa stattfinden sollen. Aufgrund der politischen Situation in Israel wurde im Juni 2024 die Veranstaltung an Leipzig vergeben.

## Ergebnisse

### Männer
| Disziplin            | Gold                                                                                 | Silber                                                                              | Bronze                                                                                |
| -------------------- | ------------------------------------------------------------------------------------ | ----------------------------------------------------------------------------------- | ------------------------------------------------------------------------------------- |
| Barren               | Nils Dunkel                                                                          | Ian Raubal                                                                          | Timo Eder                                                                             |
| Boden                | Luke Whitehouse                                                                      | Harry Hepworth                                                                      | Lorenzo Casali                                                                        |
| Pauschenpferd        | Hamlet Manukjan                                                                      | Mamikon Chatschatrjan                                                               | Gabriele Targhetta                                                                    |
| Reck                 | Robert Tvorogal                                                                      | Andreas Toba                                                                        | Anthony Mansard                                                                       |
| Ringe                | Adem Asil                                                                            | nicht vergeben                                                                      | Artur Awetisjan                                                                       |
| Ringe                | Eleftherios Petrounias                                                               | nicht vergeben                                                                      | Artur Awetisjan                                                                       |
| Sprung               | Artur Dawtjan                                                                        | Jake Jarman                                                                         | Nasar Tschepurnyj                                                                     |
| Einzelmehrkampf      | Adem Asil                                                                            | Léo Saladino                                                                        | Krisztofer Mészáros                                                                   |
| Mannschaftsmehrkampf | GroßbritannienHarry Hepworth Jake Jarman Jamie Lewis Jonas Rushworth Luke Whitehouse | SchweizLuca Giubellini Matteo Giubellini Florian Langenegger Ian Raubal Noe Seifert | ItalienYumin Abbadini Nicola Bartolini Lorenzo Casali Edoardo De Rosa Mario Macchiati |

### Frauen
| Disziplin            | Gold                                                                              | Silber                                                                              | Bronze                                                                                       |
| -------------------- | --------------------------------------------------------------------------------- | ----------------------------------------------------------------------------------- | -------------------------------------------------------------------------------------------- |
| Boden                | Ana Bărbosu                                                                       | Manila Esposito                                                                     | Alba Petisco                                                                                 |
| Schwebebalken        | Nina Derwael                                                                      | Ana Bărbosu                                                                         | Sofia Tonelli                                                                                |
| Sprung               | Karina Schönmaier                                                                 | Walentina Georgiewa                                                                 | Lisa Vaelen                                                                                  |
| Stufenbarren         | Nina Derwael                                                                      | Bettina Lili Czifra                                                                 | Ana Bărbosu                                                                                  |
| Einzelmehrkampf      | Manila Esposito                                                                   | Alba Petisco                                                                        | Ana Bărbosu                                                                                  |
| Mannschaftsmehrkampf | ItalienManila Esposito Sofia Tonelli Emma Fioravanti Alice D’Amato Giulia Perotti | DeutschlandHelen Kevric Janoah Müller Lea Marie Quaas Karina Schönmaier Silja Stöhr | FrankreichLorette Charpy Ming van Eijken Romane Hamelin Djenna Laroui Morgane Osyssek-Reimer |

### Mixed
| Disziplin  | Gold                          | Silber                   | Bronze                           |
| ---------- | ----------------------------- | ------------------------ | -------------------------------- |
| Mixed Team | Karina Schönmaier / Timo Eder | Ruby Evans / Jake Jarman | Manila Esposito / Lorenzo Casali |

## Medaillenspiegel
| Platz  | Land           | Gold | Silber | Bronze | Gesamt |
| ------ | -------------- | ---- | ------ | ------ | ------ |
| 1      | Deutschland    | 3    | 2      | 1      | 6      |
| 2      | Großbritannien | 2    | 3      | –      | 5      |
| 3      | Italien        | 2    | 1      | 5      | 8      |
| 4      | Armenien       | 2    | 1      | 1      | 4      |
| 5      | Belgien        | 2    | –      | 1      | 3      |
| 6      | Türkei         | 2    | –      | –      | 2      |
| 7      | Rumänien       | 1    | 1      | 2      | 4      |
| 8      | Griechenland   | 1    | –      | –      | 1      |
| 8      | Litauen        | 1    | –      | –      | 1      |
| 9      | Schweiz        | –    | 2      | –      | 2      |
| 10     | Frankreich     | –    | 1      | 2      | 3      |
| 11     | Spanien        | –    | 1      | 1      | 2      |
| 11     | Ungarn         | –    | 1      | 1      | 2      |
| 12     | Bulgarien      | –    | 1      | –      | 1      |
| 13     | Ukraine        | –    | –      | 1      | 1      |
| Gesamt | Gesamt         | 16   | 14     | 15     | 45     |